# Episodi de I mostri (seconda stagione)
La seconda stagione della serie televisiva I mostri è stata trasmessa in anteprima negli Stati Uniti d'America dalla CBS tra il 16 settembre 1965 e il 12 maggio 1966.
| nº | Titolo originale                      | Titolo italiano | Prima TV USA      | Prima TV Italia |
| -- | ------------------------------------- | --------------- | ----------------- | --------------- |
| 1  | Herman's Child Psychology             |                 | 16 settembre 1965 |                 |
| 2  | Herman, the Master Spy                |                 | 23 settembre 1965 |                 |
| 3  | Bronco Bustin' Munster                |                 | 30 settembre 1965 |                 |
| 4  | Herman Munster, Shutterbug            |                 | 7 ottobre 1965    |                 |
| 5  | Herman, Coach of the Year             |                 | 14 ottobre 1965   |                 |
| 6  | Happy 100th Anniversary               |                 | 21 ottobre 1965   |                 |
| 7  | Operation Herman                      |                 | 28 ottobre 1965   |                 |
| 8  | Lily's Star Boarder                   |                 | 4 novembre 1965   |                 |
| 9  | John Doe Munster                      |                 | 11 novembre 1965  |                 |
| 10 | A Man for Marilyn                     |                 | 18 novembre 1965  |                 |
| 11 | Herman's Driving Test                 |                 | 25 novembre 1965  |                 |
| 12 | Will Success Spoil Herman Munster?    |                 | 2 dicembre 1965   |                 |
| 13 | Underground Munster                   |                 | 16 dicembre 1965  |                 |
| 14 | The Treasure of Mockingbird Heights   |                 | 23 dicembre 1965  |                 |
| 15 | Herman's Peace Offensive              |                 | 30 dicembre 1965  |                 |
| 16 | Herman Picks a Winner                 |                 | 6 gennaio 1966    |                 |
| 17 | Just Another Pretty Face              |                 | 13 gennaio 1966   |                 |
| 18 | Big Heap Herman                       |                 | 20 gennaio 1966   |                 |
| 19 | The Most Beautiful Ghoul in the World |                 | 27 gennaio 1966   |                 |
| 20 | Grandpa's Lost Wife                   |                 | 3 febbraio 1966   |                 |
| 21 | The Fregosi Emerald                   |                 | 10 febbraio 1966  |                 |
| 22 | Zombo                                 |                 | 17 febbraio 1966  |                 |
| 23 | Cyrano De Munster                     |                 | 24 febbraio 1966  |                 |
| 24 | The Musician                          |                 | 3 marzo 1966      |                 |
| 25 | Prehistoric Munster                   |                 | 10 marzo 1966     |                 |
| 26 | A Visit from Johann                   |                 | 17 marzo 1966     |                 |
| 27 | Eddie's Brother                       |                 | 24 marzo 1966     |                 |
| 28 | Herman, the Tire Kicker               |                 | 31 marzo 1966     |                 |
| 29 | A House Divided                       |                 | 7 aprile 1966     |                 |
| 30 | Herman's Sorority Caper               |                 | 14 aprile 1966    |                 |
| 31 | Herman's Lawsuit                      |                 | 21 aprile 1966    |                 |
| 32 | A Visit from the Teacher              |                 | 12 maggio 1966    |                 |